# Institution of Civil Engineers
Institution of Civil Engineers (Instituția Inginerilor Civili) (ICE) este o asociație profesională independentă pentru inginerii civili și un organism caritabil din Regatul Unit. Cu sediul la Londra, ICE are peste 92.000 de membri, dintre care trei sferturi sunt situați în Marea Britanie, în timp ce restul sunt situați în alte 150 de țări. ICE își propune să sprijine profesia de inginer civil, oferind calificare profesională, promovarea educației, menținerea eticii profesionale și legătura cu industria, mediul academic și guvernul. În cadrul serviciului său comercial, oferă servicii de instruire, recrutare, publicare și contract. În calitate de organism profesional, ICE își propune să sprijine și să promoveze învățarea profesională (atât pentru studenți, cât și pentru practicienii existenți), gestionând etica profesională și protejând statutul inginerilor și reprezentând interesele profesiei în relațiile cu guvernul, etc. Stabilește standarde pentru calitatea de membru al organismului; lucrează cu industria și mediul academic pentru a progresa standardele de inginerie și oferă consultanță cu privire la programele de educație și formare.

## Legături externe
- ICE website
- Royal Charter and other documentation for governance of ICE Arhivat în 24 martie 2015, la Wayback Machine.
- ICE Royal Charter of June 1975, By-laws and Regulations, as at 16 May 2014[nefuncțională]
- ICE Publishing website
- ICE Science website